# Alto Abedules
Alto Abedules es una montaña situada en el municipio cántabro de Hermandad de Campoo de Suso, en la divisoria entre el río Fuentes y el río Queriendo, en España. En parte destacada del cerro hay un vértice geodésico llamado Abedules, que marca una altitud de 1403,90 m s. n. m. en la base del pilar. Se puede llegar desde las localidades de Argüeso o de Bárcena Mayor (Los Tojos). 